# 蔡仲德
蔡仲德（1937年2月26日—2004年2月13日）是中国音乐史学者、哲学学者，中央音乐学院教授。

## 生平
蔡仲德1937年生于浙江省绍兴市。1960年在华东师范大学毕业，同年到中央音乐学院附中担任语文老师。1984年到中央音乐学院音乐学系任教。
蔡仲德所著的《中国音乐美学史资料注译》，是中国音乐美学史的第一部系统资料集，收集了从先秦至清朝末年2000多年间重要音乐和美学文献。他还出版了多本音乐史专著，获得多个奖项。
除了中国音乐美学史之外，蔡仲德还对中国哲学、士的人格以及中国近现代文化都有深入研究，发表了数十篇论文，后结集出版为《艰难的涅槃——论“五四”与中国文化的转型》。
2004年2月13日下午4时许，蔡仲德因肺癌病逝于北大医院。
蔡仲德之妻是馮友蘭之女宗璞。